# Ревишвили, Амиран Шотаевич
Амира́н Шота́евич Ревишви́ли (груз. ამირან შოთას ძე რევიშვილი; род. 11 февраля 1956, Москва) — советский и российский врач-кардиохирург, изобретатель, организатор медицинской науки, профессор. Академик РАН и РАМН, член Президиума РАМН, директор Национальный медицинский исследовательский центр хирургии имени А. В. Вишневского (с 2015), президент Российского общества аритмологов.
Заслуженный деятель науки Российской Федерации (2006). Лауреат Государственной премии СССР (1986), Государственной премии Российской Федерации (2017) и премии Правительства Российской Федерации (2003).

## Биография
Родился 11 февраля 1956 года в городе Москве.
В 1979 году окончил 1-й ММИ им. И. М. Сеченова Минздрава СССР и аспирантуру того же института.
С 1982 по 1998 год работал в Институте сердечно-сосудистой хирургии имени А. Н. Бакулева сначала в должности старшего научного сотрудника, затем руководителя лаборатории гипербарической оксигенации.
В 1990 году защитил докторскую диссертацию «Электрофизиологическая диагностика и хирургическое лечение наджелудочковых тахиаритмий». Имеет учёное звание профессора.
6 апреля 2002 года избран членом-корреспондентом РАМН по специальности «кардиохирургия», 9 декабря 2011 года избран действительным членом РАМН.
30 сентября 2013 года в рамках реформы государственных академий наук в России стал действительным членом РАН по отделению физиологии и фундаментальной медицины.

## Почётные звания и награды
- Лауреат Государственной премии (1986) — за разработку и внедрение в клиническую практику новых электрофизиологических методов диагностики и операций при синдромах перевозбуждения желудочков, наджелудочковых и желудочковых тахикардиях и развитие нового направления — хирургической аритмологии.
- Премия Правительства Российской Федерации в области науки и техники (2003)[3].
- Заслуженный деятель науки Российской Федерации (2006)[4]
- Дважды лауреат Национальной премии «Призвание»: — 2007 год в номинации «За создание нового направления в медицине» — за лечение и предупреждение угрожающих жизни аритмий и предупреждение внезапной смерти[5]; 2011 год — в номинации «За создание нового метода диагностики» — за разработку нового метода неинвазивного электрофизиологического исследования сердца и создание диагностического комплекса «Амикард», позволяющего обнаруживать очаги возникновения аритмии и ишемии с высочайшей точностью локализации без внедрения в организм человека.[6]
- Государственная премия в области науки и техники (2017) — за разработку уникальной методики диагностики аритмии[7].
- Орден Почёта (2018)[8]
- Орден Пирогова (2020)[9]
- Орден «За заслуги перед Отечеством» III степени (2024)[10]